# Cristodulo (monaco)
Cristodulo (Nicea, 1020 – Eubea, 1108) è stato un monaco cristiano bizantino.

## Biografia
Cacciato dai Turchi dal suo monastero di Latros, vicino a Mileto, fu costretto a fuggire a Patmos, dove nel 1088 fondò il monastero di San Giovanni il Teologo, che nel 1999 è stato inserito nell'elenco dei Patrimoni dell'umanità dell'UNESCO. Successivamente, durante la sua vita, con l'appoggio di Alessio I Comneno, proseguì la riforma della vita monastica.